# جين هوارد (كاتبة)
جين هوارد (بالإنجليزية: Jane Howard)‏ هي صحفية وكاتِبة أمريكية، ولدت في 23 سبتمبر 1954، وتوفيت في 1996 بسبب سرطان البنكرياس.